# Шумилова, Людмила Григорьевна
Людмила Григорьевна Шумилова (род. 2 августа 1969 года) — заслуженный мастер спорта Республики Казахстан (подводное ориентирование), мастер спорта международного класса по современному пятиборью. Выступала на Олимпийских играх 2004 года в Афинах в соревнованиях по современному пятиборью, где заняла 30-е место.

## Биография
В подводное ориентирование Людмила пришла в сентябре 1982 года, перепробовав очень много видов спорта: и волейбол, и гандбол, и лыжи, и гимнастика. Уже в январе 1983 года выиграла первенство Казахской ССР. В сборной СССР с 1987 года, но первой поездкой за рубеж стал чемпионат Европы в Германии в 1991 году.
В начале 1992 года отправилась на чемпионат мира в Австрии по подводному ориентированию, где стала шестой в паре и четвёртой — в личном зачете. В 1994 году стала чемпионкой мира.
В декабре 1998 года пришла и в пентатлон, не оставляя и подводное плавание.
Людмила является трижды заслуженным мастером спорта — по подводному ориентированию, плаванию в ластах и подводному марафону. А ещё Шумилова — мастер спорта международного класса по современному пятиборью, мастер спорта по пулевой стрельбе, фехтованию, конному спорту. В подводных видах спорта защищает спортивные цвета ЦСКА, а в современном пятиборье — «Динамо». Тренируется у В. Васильева.
Тринадцатикратная чемпионка мира, многократная чемпионка Европы, обладатель Кубков мира по подводному ориентированию, а ещё чемпионка Азии, чемпионка Азиатских игр по пятиборью, бронзовый призёр чемпионата мира по пятиборью среди военнослужащих, чемпионка Открытого чемпионата России 2001 года, призёр Азии в эстафете, призёр Азиатских игр.
Участница Олимпиады-2004 в Афинах в соревнованиях по современному пятиборью, где заняла лишь 30-е место.
В 1995 году окончила Казахскую Академию спорта и туризма. В 2010 году вступила в партию Отан. Отличник пограничных войск Республики Казахстан (1998).